# William Fell Giles
William Fell Giles (ur. 8 kwietnia 1807, zm. 21 marca 1879 w Baltimore, Maryland) – amerykański polityk związany z Partią Demokratyczną.
W latach 1845–1847 przez jedną dwuletnią kadencję Kongresu Stanów Zjednoczonych był przedstawicielem czwartego okręgu wyborczego w stanie Maryland w Izbie Reprezentantów Stanów Zjednoczonych.